# 彭科 (智利)

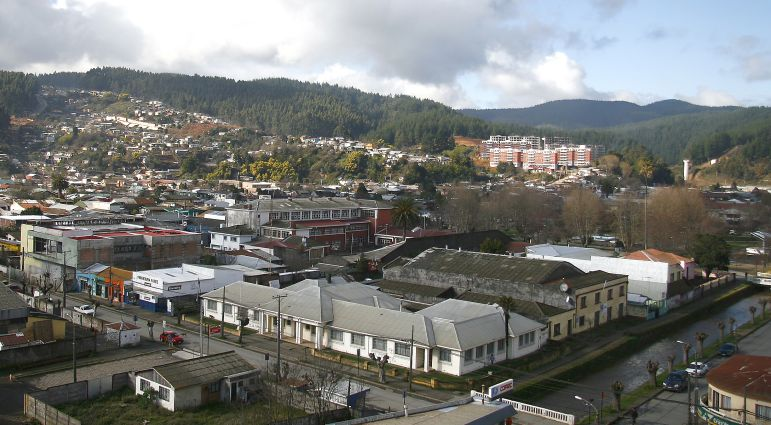

彭科（西班牙語：Penco）是智利的城鎮，位於該國中部，由比奧比奧大區的康賽普西翁省負責管轄，始建於1550年2月12日，面積107平方公里，海拔高度115米，2002年人口46,016，人口密度每平方公里430.1人。

## 外部連結
- （西班牙文） Municipality of Penco （页面存档备份，存于）
- David Marley, Historic Cities of the Americas: An Illustrated Encyclopedia,  ABC-CLIO, 2005, ISBN 1-57607-027-1, ISBN 978-1-57607-027-7
- Concepcion *